# Crema chantilly
La crema chantilly è un dolce composto da panna montata aromatizzata alla vaniglia e zucchero a velo, utilizzato per farcire e decorare prodotti di pasticceria. 
In Italia, il termine viene usato molto spesso per indicare la crema diplomatica, ossia l'amalgama di panna montata e crema pasticcera (ossia quello di crema chantilly propriamente detta e crema pasticcera).

## Storia
La panna montata, spesso zuccherata e aromatizzata, è conosciuta fin dal XVI secolo, sovente con il nome "neve di latte". Ne troviamo menzioni negli scritti di François Rabelais (Parigi, 1531), di Cristoforo di Messisbugo (Ferrara, 1549), di Bartolomeo Scappi (Roma, 1570) e, un po' più tardi, di Lancelot de Casteau (Liegi, 1604).
Una ricetta inglese del 1545 prevede l'impiego dell'albume d'uovo sbattuto.
Tuttavia, l'invenzione della crema chantilly, così battezzata in onore del castello di Chantilly, viene sovente attribuita un secolo più tardi al pasticciere François Vatel, che fu al servizio di Nicolas Fouquet .

## Etimologia
Il nome crème Chantilly compare all'inizio del XIX secolo e diventa comune in francese solo alla metà del XX secolo.